# Conjunto Histórico de la Villa de Ares del Maestre
El Conjunto Histórico de la Villa de Ares del Maestre se encuentra situado en el núcleo de la población de Ares del Maestre, en la comarca del Alto Maestrazgo, en la provincia de Castellón, España. Está catalogado como Bien de Interés Cultural según consta en la Dirección General de Patrimonio Artístico de la Generalidad Valenciana, con anotación ministerial 28031, y fecha de anotación 20 de abril de 2012.

## Historia
Ares del Maestre es de fundación romana, aunque fue destruida por los árabes, quienes la fortificaron y levantaron un castillo. Más tarde, entrado el siglo XIII fue conquistada por los cristianos, pasando a pertenecer entre otros, a la Orden de Montesa, La cual eleva el pueblo a la categoría de Encomienda, lo que da origen a la segunda parte del nombre "del Maestre".

## Descripción
Ares del Maestre es un municipio caracterizado por una situación geográfica muy estratégica. Situado en una de las zonas más elevadas de la provincia de Castellón, se accede a él una vez coronado el Coll d’Ares, que salva el desnivel entre el valle y la Muela de Ares.
Las calles de la Villa se caracterizan presentar una disposición asentamiento en ladera. Así, presenta alargadas y estrechas manzanas, formadas por la unión de parcelas con frentes a las dos calles, inferior y superior. La parte más importante del conjunto se sitúa en el lado sur. Las casas están construidas con sillares, aunque algunas casas estén encaladas. Se puede ver un predominio de puertas con arco de medio punto, encuadre de los vanos, balcones en fachadas con rejas de forja. Las casas presentan tres o cuatro alturas. Pueden distinguirse en Ares dos centros, uno situado en la plaza de la Iglesia (de proporción cuadrada, que presenta la iglesia en el lado de poniente, mientras que en el lado norte, fuera de la plaza se alza el Ayuntamiento, el cual presenta una planta baja que es una lonja de arcos ojivales, y el otro en la plaza Mayor (que comunica con el otro centro a través del Ayuntamiento). La Iglesia es de estilo barroco, construida a base de sillares, sobre otra anterior de la que solo se conserva el campanario. Tiene una portada dividida en tres cuerpos, que van disminuyendo en línea ascendente, compuesta a base de dos columnas salomónicas que alternan con lisas, sobre grandes basamentos y rematada por un pequeño frontón curvo. Por su parte, el Ayuntamiento es un edificio de dos pisos, que como hemos mentado antes, sirve de nexo de unión entre la plaza de la Iglesia y la plaza Mayor a la que da su fachada principal. Construido en mampostería, con sillares solo para los arcos de la planta baja y las esquinas. Puede destacarse en su planta superior una balconada corrida.